# Friedrich von Bruchhausen
Friedrich Wilhelm Bernhard von Bruchhausen (* 25. September 1886 in Steinau an der Straße; † 3. Februar 1966 in Braunschweig) war ein deutscher Pharmazeut und Hochschullehrer. Er war Direktor des Instituts für Pharmazeutische Chemie und Lebensmittelchemie an der Technischen Hochschule Braunschweig.

## Leben
Er besuchte das Gymnasium Paulinum in Münster, die Rektoratsschule in Nottuln und das Gymnasium in Telgte. Von 1903 bis 1906 schloss sich eine Apothekenlehre in Salzkotten an. Er war von 1906 bis 1907 Apothekengehilfe in Warendorf und von 1907 bis 1909 in Duisburg. Anschließend studierte er Pharmazie an der Universität Marburg, wo er Mitglied des Corps Normannia wurde. 1911 legte er die Staatsprüfung als Apotheker ab. Er war als Approbierter in Melle tätig, bevor er seinen Militärdienst ableistete. Im April 1914 wurde er an der Universität Marburg Vorlesungsassistent bei Ernst Schmidt († 1921), der neben Johannes Gadamer sein wichtigster akademischer Lehrer war. Von Bruchhausen nahm am Ersten Weltkrieg als Sanitätsunteroffizier, als Unterapotheker und ab 1916 in einem Feldlazarett als Oberapotheker teil. Im Dezember 1919 bestand er das Nahrungsmittelchemiker-Examen an der Universität Marburg. Da die Obersekundareife für weitere akademische Qualifikationen nicht ausreichte, holte von Bruchhausen im März 1921 an der Königsstädtischen Oberrealschule in Berlin als Externer sein Abitur nach. Im August 1921 wurde er zum Dr. phil. promoviert. Er habilitierte sich 1925 für die Bereiche Pharmazie, Chemie und Lebensmittelchemie und erhielt einen Ruf an die Universität Münster. Er wechselte 1931 an die Universität Würzburg und 1936 als ordentlicher Professor an die Technische Hochschule Braunschweig. Dort war er 20 Jahre lang Direktor des Instituts für pharmazeutische Chemie und Lebensmittelchemie. Er wurde 1958 emeritiert. Er war Mitglied der Leopoldina. Von Bruchhausens Forschungstätigkeit umfasste Fragestellungen der Alkaloid-Chemie (Corydalis-Alkaloide), der Naturstoffchemie (Cantharidin) und der pharmazeutischen Analytik. Er war Mitarbeiter am 6. Deutschen Arzneibuch.

## Ehrungen
- 1949: Ordentliches Mitglied der Braunschweigischen Wissenschaftlichen Gesellschaft[2]
- 1954: Ehrendoktorat der Universität Bonn[3]
- 1959: Ehrenmitglied der Gesellschaft für Arzneipflanzen- und Naturstoff-Forschung e.V.[4]

## Schriften (Auswahl)
- als Mitherausgeber: Anleitung zur qualitativen Analyse. 11.–13. Aufl., Berlin 1932–42.
- Zur Kenntnis des Corycavidins und Corycavamins. In: Archiv für Pharmazie. Band 263. Marburg 1925, OCLC 72846555 (Habilitationsschrift).